# Oravais hamn

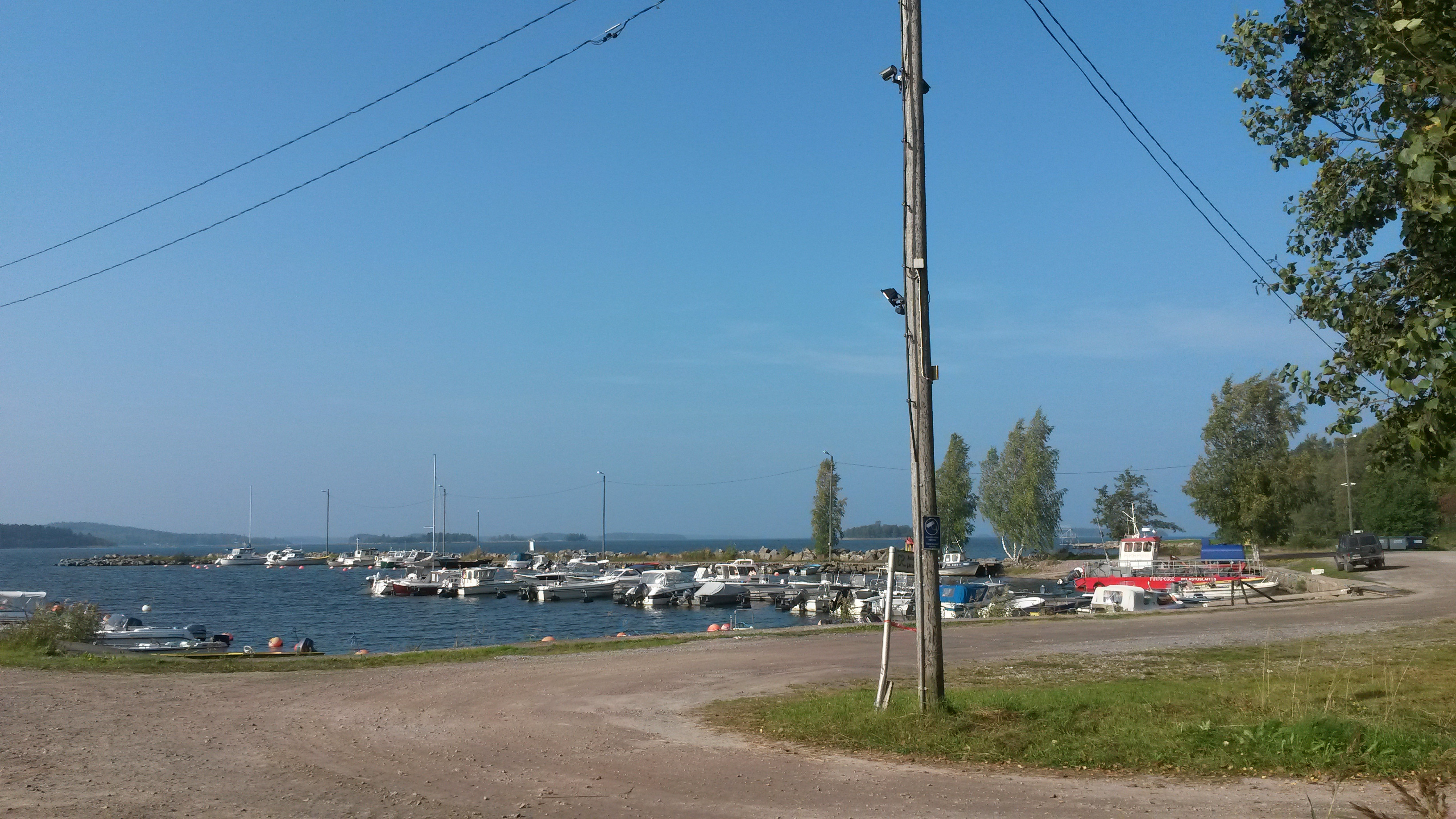
Vy över Oravais hamn 2014, i bakgrunden finns badstrand och hopptorn.

Oravais hamn är en hamn i Oravais i Finland. Hamnen belägen i Oravaisfjärden i Kvarken var på 1700- och 1800-talen väsentlig för Kimo bruk och Oravais masugn som behövde en tillräckligt djup hamn för skutorna som fraktade järnmalm till bruken.

## Passagerartrafik
Reguljär passagerartrafik till hamnen inleddes i slutet av 1800-talet med hjulångaren Fänrik Stål på rutten Vasa–Tottesund–Hellnäs–Oravais–Kantlax (vid behov)–Nykarleby–Gamlakarleby.

## Badstrand
Vid hamnen finns en badstrand som upprätthålls av Vörå kommun. Inga beräkningar av antalet badare har gjorts men under en varm sommardag uppskattas 100 badare besöka stranden.
Sedan 1929 har simundervisning ordnats här, samma år byggdes också ett 6 meter högt hopptorn i tre nivåer. 1935 bildades Oravais simsällskap som arrangerade uppvisningar och tävlingar. 1948 uppfördes ett nytt hopptorn. 1958 övertog Folkhälsan simundervisningen. Mellan åren 1929 och 2003 beräknas cirka 6800 barn ha fått simundervisning i Oravais hamn.